# Совинский, Василий Карлович
Василий Карлович Совинский (1853, г. Чугуев — 1917) — русский зоолог, карцинолог, доктор наук.

## Биография
Окончил Немировскую реальную гимназию (1870) и естественное отделение физико-математического факультета университета Св. Владимира (1874).
Работал преподавателем естественной истории и географии в Коростышевской учительской семинарии. С 1877 года работал в университете Св. Владимира в Киеве хранителем Зоологического музея и потом лаборантом.
С 1886 — приват-доцент. В 1879—1882 был командирован в Крым для исследований фауны полуострова, в 1886—1887 занимался фаунистическими исследованиями в губерниях Юго-Западного края.
Состоял в Киевском обществе естествоиспытателей. Совместно с Н. А. Бунге редактировал «Указатель русской литературы по математике, чистым и прикладным естественным наукам», издаваемый Киевским обществом естествоиспытателей в 1873-1913 годах. 

## Научная деятельность
Обосновал самостоятельность Понто-Каспийско-Аральской фаунистической провинции.

## Избранные труды
- «Об амфиподах Севастопольской бухты» (с 3 табл. рис., «Записки Киевск. Общ. Естествоисп.», 1880),
- «К фауне ракообразных Черного моря. О некоторых представителях из сем. Caridae» (с 3 табл. рис., ibid. 1882),
- «К фауне ракообразных Черного моря. Статья 2-я. О некоторых паразитных формах из группы Copepoda», ibid. 1884),
- «Очерк фауны пресноводных ракообразных из окрестностей г. Киева и северной части Киевской губ.» (ibid. 1888),
- «Ракообразные Азовского моря: сравнительно-фаунистический очерк на основании материалов, собранных А. А. Остроумовым и моих личных наблюдений» (Зап. Киев. общества естествоиспытателей. 1893. Т. 13, вып. 1-2. 119 с.),
- «Введение в изучение фауны Понто-Каспийско-Аральского морского бассейна, рассматриваемой с точки зрения самостоятельной зоо-географической провинции» (Зап. Киев. общества естествоиспытателей. 1902. Т. 18. xiv, 487, 217 с.).